# 마리야 김부타스

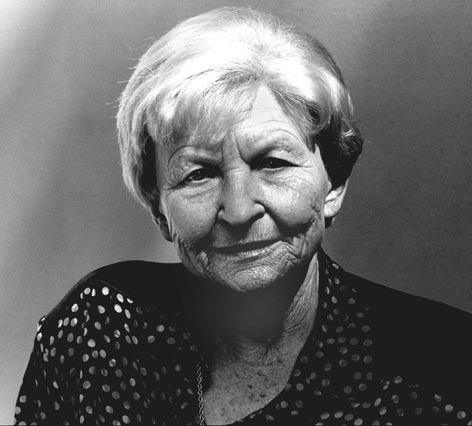
마리야 김부타스. 1993년 독일 비스바덴 여성박물관에서.

마리야 김부타스(영어: Marija Gimbutas, 리투아니아어: Marija Gimbutienė 마리야 김부티에네, 1921년 1월 23일 ~ 1994년 2월 2일)는 20세기 리투아니아 출신의 고고학자, 인류학자이다. 신석기 및 청동기시대의 유럽의 문화를 연구하며 "고유럽"(Old Europe)이라는 개념을 창안한 것으로 잘 알려져 있다. 또한 인도유럽어족의 흑해 대초원 기원설, 이른바 쿠르간 가설을 확립한 인물이기도 하다. 쿠르간 가설은 흑해 북부에서 카스피해에 이르는 스텝 지역에서 발전한 '쿠르간 문화'(Kurgan Culture)의 사람들이 쓰던 언어가 인도유럽조어(PIE, Proto-Indo-European)였을 것이라고 추정하였으며 오늘날 폭넓게 받아들여진다.

## 생애
마리야 김부타스는 1920년 중앙리투아니아 공화국의 수도 빌뉴스에서 마리야 비루테 알세이카이테(Marija Birutė Alseikaitė)라는 이름으로 태어났다. 부모인 알세이카 부부는 모두 지식인으로서 열성적인 리투아니아 민족주의자였고, 김부타스는 어린 시절부터 집을 방문한 민속 예술가들로부터 리투아니아 민족 예술을 접하며 자랐다. 그녀의 가족은 1931년 카우나스로 이주했으며 제2차 세계대전 동안 소련과 독일의 점령기를 모두 경험했다. 1941년 그녀는 건축가 유르기스 김부타스(Jurgis Gimbutas)와 결혼하였고 1943년 소련군의 진군을 피해 독일 영토로 피난하여 그곳에 정착했다.
김부타스는 1950년대 가족과 함께 독일을 떠나 미국으로 이주하여 그곳에서 고고학자로서 성공적인 학문 경력을 쌓았다. 김부타스는 1950년대부터 1960년대까지 하버드 대학교과 캘리포니아 대학교 로스앤젤레스에 재직하면서 구소련과 동유럽의 고고학 자료를 연구했다. 1994년 로스앤젤레스에서 73세의 나이로 사망했고, 고향 리투아니아에 안장되었다.

## 업적
1956년 김부타스는 쿠르간 고분 문화에 대한 고고학적 연구와 언어학을 결합하여 쿠르간 가설을 처음 제시하였다. 가설에 의하면 그녀가 "쿠르간인"이라고 명명한 이 집단은 인도유럽조어(Proto-Indo-European) 화자들로서, 본래 흑해 스텝 지역에서 기원하여 유럽으로 이주하여 들어왔다고 한다. 고고학과 언어학을 결합한 이 접근법은 인도유럽어 연구에 큰 영향을 미쳤으며, 가설 또한 향후 다양한 언어학적, 유전학적 증거에 의해 뒷받침되었다.
생애 후기에 김부타스는 《고대 유럽의 여신과 신》(1974), 《여신의 언어》(1989), 《여신의 문명》(1991)을 출판하여 학계에 뜨거운 논쟁을 일으켰다. 김부타스는 10년 넘게 전쟁 유물을 분류하다가 인도유럽 문화의 폭력성에 회의를 느끼고 인도유럽인 도래 이전의 시대인 고유럽의 '평화성'에 주목하였다. 또한 지중해 주변 유고 및 마케도니아 지역 신석기 문화 발굴에 참여하며 고유럽 문명을 선사시대 '여신 문명'으로 특징지어 이른바 여신학(thealogy)의 역사적·학술적 배경을 제공했다.
여신 3부작을 통해 김부타스는 고유럽이 여신과 "여성중심"의 사회체제로서 청동기시대 인도유럽인의 "남성중심"(가부장적) 사회와 대비됨을 밝혔다. 그녀의 해석에 따르면 이 여성중심 내지 모성(母性)중심 사회는 평화롭고 여성을 존중했으며 경제적 평등의 경향성이 있었으나 남성중심의 쿠르간인들이 유럽을 침략하여 토착민들에게 남성 전사들에 의한 위계적 지배를 강요했다. 다만 김부타스의 이러한 후기 주장은 주류 고고학계에서 받아들여지지 않는다.

## 저서
- 마리야 김부타스 저. 고혜경 역. 《여신의 언어》. 한겨레출판사. 2016년. ISBN 978-89-8431-965-3

## 관련 서적
- 김신명숙. 《여신을 찾아서》. 판미동. 2018년. ISBN 979-11-5888-380-5

## 같이 보기
- 여신학